# Berta od Bloisa
Berta od Bloisa (francuski Berthe de Blois) (o. 1005. – o. 1080.) bila je francuska plemkinja, vojvotkinja supruga Bretanje i grofica supruga Mainea. Bila je kći Oda II., grofa Bloisa i njegove supruge, Ermengarde od Auvergnea. 
Berta se 1018. udala za Alana III. od Bretanje, kojem je rodila sina, Konana II. od Bretanje i kćer, Hawiz, vojvotkinju Bretanje. Kasnije, 1046., Berta se preudala za Huga IV. od Mainea, kojem je rodila grofa Herberta II. od Mainea.
| Prethodnik: | Grofica Mainea 1046. – 1051. | Nasljednik:          |
| Rotilda     | Grofica Mainea 1046. – 1051. | Erija od Hautevillea |